# Atividade naval do eixo em águas australianas

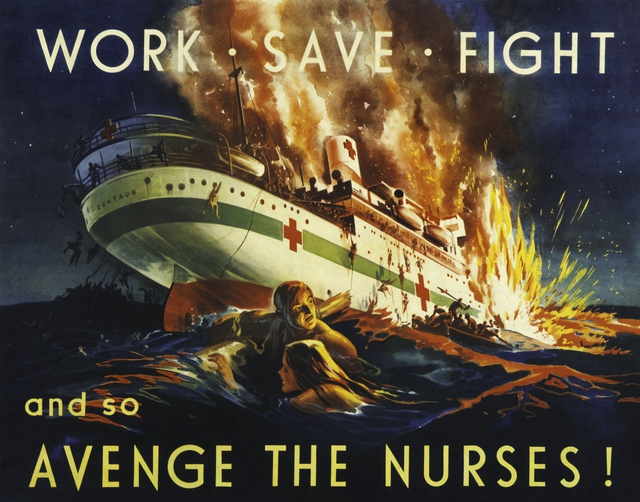
Cartaz propagandístico convocando os australianos a se vingarem pelo afundamento do navio-hospital Centaur

Embora a Austrália estivesse longe das principais frentes de batalha, houve uma atividade considerável das forças navais do Eixo em águas australianas durante a segunda guerra mundial. No total 54 couraçados e submarinos alemães e japoneses entraram em águas australianas entre 1940 e 1945 e atacaram navios, portos e outros alvos. Entre os ataques mais conhecidos está o afundamento do HMAS Sydney pelos alemães em 1941, o bombardeio de Darwin pelos japoneses em fevereiro de 1942 e o ataque ao porto de Sydney em 1942. Além disso, vários navios mercantes dos aliados foram danificados ou afundados na costa australiana por submarinos e minas.  
A ameaça do eixo à Austrália deu-se gradualmente e até 1942 estava limitada a ataques esporádicos pelos navios mercantes armados da Alemanha. A atividade do eixo atingiu o seu ápice na primeira metade de 1942 quando submarinos japoneses conduziram patrulhas na costa australiana e várias cidades do norte da Austrália foram atacadas pela aviação japonesa. A ofensiva submarina do Japão foi renovada em 1943 mas foi dispersa ao passo que aliados pressionavam os japoneses para a posição defensiva. Poucas embarcações do Eixo operaram em águas australianas em 1944 e 1945.
Devido a natureza esporádica dos ataques do eixo e ao número relativamente pequeno de navios e submarinos comprometidos, a Alemanha e o Japão não tiveram sucesso em romper a atividade naval da Austrália. Mesmo pelo fato dos aliados terem posicionado uma quantidade substancial de forças para defender as águas australianas, isso não teve um impacto significativo nos esforços de guerra da Austrália ou nas operações dos Estados Unidos no sudoeste do Pacífico.